# كأس ويلز 1964–65
كأس ويلز 1964–65 (بالإنجليزية: 1964–65 Welsh Cup)‏ هو موسم من كأس ويلز. فاز فيه كارديف سيتي.